# Robert Torti

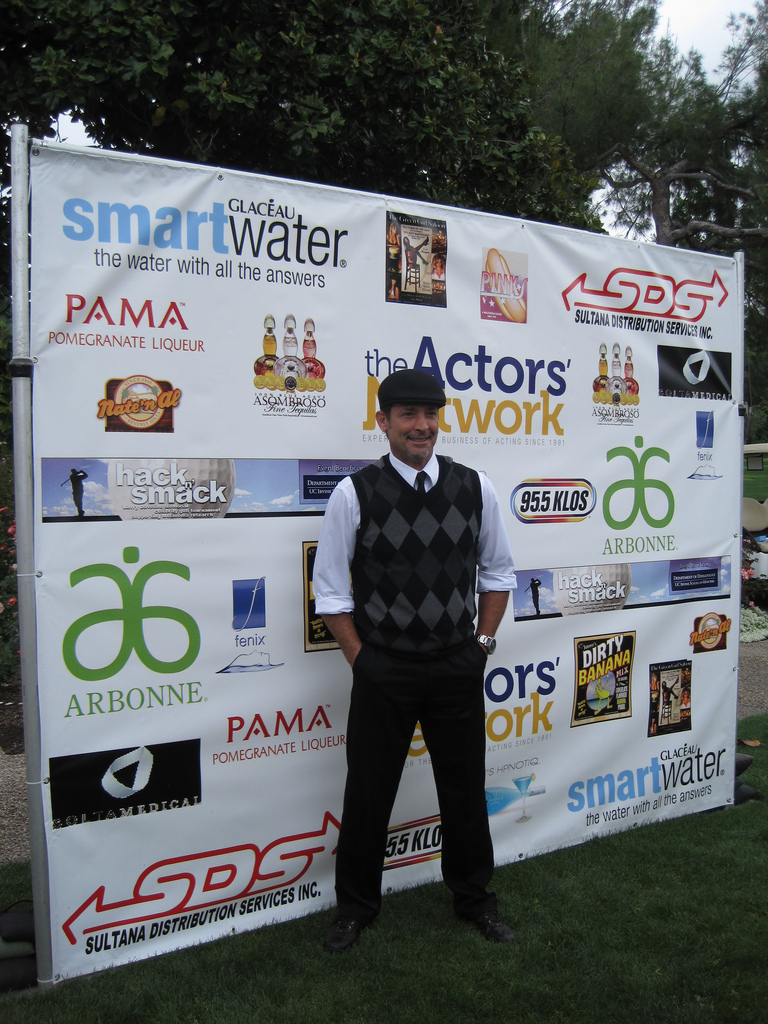
Robert Torti (2011)

Robert Felix Torti (* 22. Oktober 1961 in  Van Nuys, Kalifornien, USA) ist ein US-amerikanischer Schauspieler.
Im Jahre 1987 wurde er als bester Darsteller für den Tony Award nominiert.

## Filmografie

### Filme
- 1996: That Thing You Do
- 1999: Joseph and the amazing Technicolor Dreamcoat
- 2000: Destination Impact (Submerged)
- 2003: Who’s your Daddy?
- 2005: Kifferwahn
- 2006: She’s the Man – Voll mein Typ!
- 2007: Daddy ohne Plan
- 2009: Die Jagd zum magischen Berg

### Serien
- 1992: Der Prinz von Bel Air
- 1991: Mord ist ihr Hobby
- 1991: Verducci und Sohn
- 1989: Zurück in die Vergangenheit
- 2005–2008: Hotel Zack & Cody
- 2008: Zack & Cody an Bord
- 2017: Criminal Minds